# 第28回ゴールデンラズベリー賞
第28回ゴールデンラズベリー賞は、2007年度ゴールデンラズベリー賞の受賞作およびノミネート作品一覧。 
2008年1月21日にノミネート作品及び人物が発表され、受賞作品は第80回アカデミー賞授賞式前日の2008年2月23日に発表された。最多候補作はリンジー・ローハン主演『I Know Who Killed Me』の9候補。

## 受賞とノミネートの一覧
受賞は太字、それ以外はノミネートである。

### 最低作品賞
- Bratz: The Movie
- チャーリーと18人のキッズ in ブートキャンプ
- I Know Who Killed Me
- チャックとラリー おかしな偽装結婚!?
- マッド・ファット・ワイフ

### 最低男優賞
- ニコラス・ケイジ - ゴーストライダー、ナショナル・トレジャー リンカーン暗殺者の日記、NEXT -ネクスト-
- ジム・キャリー - ナンバー23
- キューバ・グッディング・Jr - チャーリーと18人のキッズ in ブートキャンプ、マッド・ファット・ワイフ
- ノービット役のエディ・マーフィ - マッド・ファット・ワイフ
- アダム・サンドラー - チャックとラリー おかしな偽装結婚!?

### 最低女優賞
- ジェシカ・アルバ - アウェイク、ファンタスティック・フォー:銀河の危機、噂のアゲメンに恋をした!
- ローガン・ブラウニング、ジャネル・パリッシュ、ナタリア・ラモス、スカイラー・シェイ - Bratz: The Movie
- エリシャ・カスバート - キャプティビティ
- ダイアン・キートン - 恋とスフレと私
- オードリー役のリンジー・ローハン & ダコタ役のリンジー・ローハン - I Know Who Killed Me （分け）

### 最低助演男優賞
- オーランド・ブルーム - パイレーツ・オブ・カリビアン/ワールド・エンド
- ケヴィン・ジェームズ - チャックとラリー おかしな偽装結婚!?
- ミスター・ウォン役のエディ・マーフィ - マッド・ファット・ワイフ
- ロブ・シュナイダー - チャックとラリー おかしな偽装結婚!?
- ジョン・ヴォイト - Bratz: The Movie、ナショナル・トレジャー リンカーン暗殺者の日記、September Dawn、トランスフォーマー

### 最低助演女優賞
- ジェシカ・ビール - チャックとラリー おかしな偽装結婚!?、NEXT -ネクスト-
- カルメン・エレクトラ - 鉄板英雄伝説
- ラスピュティア役のエディ・マーフィ - マッド・ファット・ワイフ
- ジュリア・オーモンド - I Know Who Killed Me
- ニコレット・シェリダン - ジェイク・アイデンティティー

### 最低スクリーンカップル賞
- ジェシカ・アルバ & ヘイデン・クリステンセン - アウェイク、もしくはデイン・クック - 噂のアゲメンに恋をした!、もしくはヨアン・グリフィズ - ファンタスティック・フォー:銀河の危機
- かなりおバカな全ての2人組に - Bratz: The Movie
- リンジー・ローハン & リンジー・ローハン - I Know Who Killed Me
- ノービット役のエディ・マーフィ & ミスター・ウォン役のエディ・マーフィもしくはラスピュティア役のエディ・マーフィ - マッド・ファット・ワイフ
- アダム・サンドラー & ケヴィン・ジェームズもしくはジェシカ・ビール - チャックとラリー おかしな偽装結婚!?

### 最低リメイク及び盗作賞
- ボクらのママに近づくな!2（ウチの亭主と夢の宿のパクリとして）
- これぞパクリ、Bratz: The Movie
- パクリのパクリ、鉄板英雄伝説
- I Know Who Killed Me （ホステル、ソウ、パティ・デューク・ショウのパクリとして）
- Who's Your Caddy? （ボールズ・ボールズのパクリとして）

### 最低序章・続編賞
- AVP2 エイリアンズVS.プレデター
- チャーリーと18人のキッズ in ブートキャンプ
- エバン・オールマイティ
- ハンニバル・ライジング
- ホステル2

### 最低監督賞
- デニス・デューガン - チャックとラリー おかしな偽装結婚!?
- ローランド・ジョフィ - キャプティビティ
- ブライアン・ロビンス - マッド・ファット・ワイフ
- フレッド・サベージ - チャーリーと18人のキッズ in ブートキャンプ
- クリス・シヴァートソン - I Know Who Killed Me

### 最低脚本賞
- チャーリーと18人のキッズ in ブートキャンプ - ジェフ・ロドキー、J・デヴィッド・ステム、デヴィッド・N・ワイス
- 鉄板英雄伝説 - ジェイソン・フリードバーグ、アーロン・セルツァー
- I Know Who Killed Me - ジェフリー・ハモンド
- チャックとラリー おかしな偽装結婚!? - バリー・ファナロ、アレクサンダー・ペイン、ジム・テイラー
- マッド・ファット・ワイフ - エディ・マーフィ、チャーリー・マーフィー、ジェイ・シェリック、デヴィッド・ロン

### ホラー映画と宣った最低作品賞
- AVP2 エイリアンズVS.プレデター
- キャプティビティ
- ハンニバル・ライジング
- ホステル2
- I Know Who Killed Me

## タイトル別受賞数
I Know Who Killed Me
8受賞 （新記録）/ 9ノミネート
最低作品賞、最低女優賞×2、最低監督賞、最低スクリーンカップル賞、最低リメイク及び盗作賞、最低脚本賞、ホラー映画と宣った最低作品賞
マッド・ファット・ワイフ
3受賞 / 8ノミネート
最低男優賞、最低助演男優賞、最低助演女優賞
チャーリーと18人のキッズ in ブートキャンプ
1受賞 / 5ノミネート
最低序章・続編賞
チャックとラリー おかしな偽装結婚!?
0受賞 / 8ノミネート
Bratz: The Movie
0受賞 / 5ノミネート